# 2020 Ukko
2020 Ukko è un asteroide della fascia principale del diametro medio di circa 21,52 km. Scoperto nel 1936, presenta un'orbita caratterizzata da un semiasse maggiore pari a 3,0209986 UA e da un'eccentricità di 0,0689619, inclinata di 11,12711° rispetto all'eclittica.
Prende il nome da Ukko, divinità della mitologia ugro-finnica.